# Stictomischus longus
Stictomischus longus är en stekelart som beskrevs av Huang 1990. Stictomischus longus ingår i släktet Stictomischus och familjen puppglanssteklar. Inga underarter finns listade i Catalogue of Life.